# HD 79108
HD 79108，又名BD+04 2139，SAO 117492、HR 3651，是一颗恒星，视星等为6.14，位于銀經226.86，銀緯32.86，其B1900.0坐标为赤經9h 6m 59.4s，赤緯+4° 32.86′ 37″。